# EPrix van Seoel
De ePrix van Seoel is een race uit het Formule E-kampioenschap. In 2022 maakte de race haar debuut op de kalender als de seizoensafsluiter van het achtste seizoen. Het werd hiermee het eerste grote autosportevenement sinds de Formule 1-race in 2013 dat in Zuid-Korea gehouden werd. De race wordt gehouden op het Seoul Street Circuit.

## Geschiedenis
Op 30 november 2018 tekende de organisatie van de ePrix van Seoel een contract met de Formule E om een race in de stad te organiseren. De race zou ieder jaar tussen 2020 en 2025 worden gehouden. De eerste twee edities in 2020 en 2021 werden afgelast vanwege de aanhoudende coronapandemie, maar in 2022 debuteerde de race op de kalender.
De ePrix wordt gehouden in en rond het Olympisch Stadion van Seoel, waar in 1988 de Olympische Zomerspelen werden gehouden.
De eerste ePrix van Seoel werd gehouden over twee races, die werden gewonnen door Mitch Evans en Edoardo Mortara. Na afloop van de tweede race, de laatste race van het seizoen, won Stoffel Vandoorne zijn eerste Formule E-kampioenschap.

## Resultaten
| Editie | Seizoen   | Circuit | Winnaar                              | Tweede                                       | Derde                                    | Pole position                       | Snelste ronde                            |
| ------ | --------- | ------- | ------------------------------------ | -------------------------------------------- | ---------------------------------------- | ----------------------------------- | ---------------------------------------- |
| 1      | 2021-2022 | Seoel   | Mitch Evans Jaguar TCS Racing        | Oliver Rowland Mahindra Racing               | Lucas di Grassi ROKiT Venturi Racing     | Oliver Rowland Mahindra Racing      | Jake Dennis Avalanche Andretti Formula E |
| 1      | 2021-2022 | Seoel   | Edoardo Mortara ROKiT Venturi Racing | Stoffel Vandoorne Mercedes-EQ Formula E Team | Jake Dennis Avalanche Andretti Formula E | António Félix da Costa DS Techeetah | Nick Cassidy Envision Racing             |